# Viù
Viù là một đô thị ở tỉnh Torino trong vùng Piedmont, có vị trí cách khoảng 30 km về phía tây bắc của Torino, nước Ý. Tại thời điểm ngày 31 tháng 12 năm 2004, đô thị này có dân số 1.198 người và diện tích là 84,5 km².
Đô thị Viù có các frazioni (các đơn vị trực thuộc, chủ yếu là các làng) Fucina, Fubine, Trichera, Bertesseno, Niquidetto, và Chiampetto.
Viù giáp các đô thị: Mezzenile, Traves, Germagnano, Lemie, Vallo Torinese, Varisella, Condove, Val della Torre, và Rubiana.